# メガセロプス
メガセロプス(Megacerops)は、かつて北アメリカに棲息した大型の草食獣。哺乳綱・奇蹄目・ブロントテリウム科。学名は「大きな角のある顔」の意。

## 特徴
肩高2.5m。頭部の鼻先に二股の角を持つ。この角は特に雄で発達する。これで彼らは儀礼的闘争を行ったとされる。

## 分類
2004年に発表された新たな分類によれば、ブロントテリウム、ブロントプスなどがメガセロプス属に含まれるとされる。